# 茂兰腹皱螺
茂兰腹皱螺（學名：Gastroptychia maolanensis）是主扭舌目芝麻蝸牛科扁芝麻蜗牛属的物種，發現於中國贵州南部荔波县的茂兰镇。

## 形態描述
殼高2.31～2.50 mm，殼寬 1.31～1.44。